# Identität, Tradition, Souveränität
Identität, Tradition, Souveränität (ITS) war eine zwischen Januar 2007 und November 2007 bestehende Fraktion im Europäischen Parlament nationalistischer und rechtsextremer Abgeordneter. Nach internen Streitigkeiten traten die rumänischen Abgeordneten aus der Fraktion aus. Nach dem Verlust der Fraktionsstärke wurde die Fraktion am 14. November 2007 aufgelöst. Fraktionsvorsitzender war der französische Politiker Bruno Gollnisch, stellvertretender Vorsitzender des Front National.

## Entwicklung
Schon in der Vergangenheit gab es Bestrebungen rechtsextremer Mitglieder des Europäischen Parlaments, eine gemeinsame Fraktion zu bilden, doch konnten bisher die der rechtlichen Voraussetzungen wie der Mindestanzahl an Parlamentariern nicht erfüllt werden. Durch den EU-Beitritt von Rumänien und Bulgarien zum 1. Januar 2007 und der Entsendung von Abgeordneten aus diesen Ländern verfügte die Gruppe aber über die notwendige Anzahl von 20 Mitgliedern aus sechs Ländern. Zu den 14 Parlamentariern aus Belgien, Frankreich, Italien, Österreich und dem Vereinigten Königreich kamen 9 aus den beiden neu beigetretenen Ländern hinzu. Eine politische Charta wurde am 9. Januar 2007 verabschiedet. Die Fraktion wurde am gleichen Tag im Europaparlament offiziell angemeldet. Die Konstituierung der Fraktion fand am 15. Januar, dem ersten Sitzungstag des Parlaments im neuen Jahr statt.
Fraktionsvorsitzender Bruno Gollnisch kündigte an, die ITS werde sich vor allem zu Fragen der Immigration und der Liberalisierung von Dienstleistungen zu Wort melden. Der Abgeordnete Andreas Mölzer erklärte als wichtigste Ziele den Kampf gegen die EU-Verfassung, die Beibehaltung eines europäischen Staatenbundes sowie die gleichzeitige Verhinderung eines zentralistischen Bundesstaates. Die Fraktion will für „nationale Identitäten“ kämpfen. Der EU-Beitritt der Türkei werde ebenso abgelehnt wie eine „Massenzuwanderung“.
Grundlage für die gemeinsame Arbeit der neuen Fraktion war die „Wiener Erklärung der europäischen patriotischen und nationalen Parteien und Bewegungen“, die die meisten Parteien der ITS-Fraktion bereits 2005 bei einem Treffen in Wien verabschiedet haben. Die Unterzeichner berufen sich auf die „unveräußerlichen Werte des Christentums und des Naturrechts“; diese seien durch „Globalisierung, Masseneinwanderung und [die] Realitätsverweigerung durch Vertreter der 'Political Correctness'“ bedroht. Die Europäische Union solle sich zu einem Staatenbund souveräner Nationalstaaten entwickeln. Eine Verfassung der EU (vgl. Vertrag über eine Verfassung für Europa), die zu einem „zentralistischen europäischen Superstaat“ führen solle, wurde abgelehnt; ebenso die Mitgliedschaft der Türkei in der Europäischen Union, die als Teil einer „schrankenlosen Ausweitung der europäischen Integration auf […] religiös und ethnisch nicht-europäische Gebiete Asiens und Afrikas“ bezeichnet wird. Weitere Forderungen betrafen unter anderem den „Schutz Europas gegen Gefahren wie etwa […] Supermacht-Imperialismus und wirtschaftliche Aggression durch Niedriglohnländer“, einen sofortigen Stopp jeglicher Einwanderung in alle Staaten der EU (auch im Bereich Familienzusammenführung) und eine „pro-natalistische“ Familienpolitik, die den „Kinderreichtum der europäischen Völker in der traditionellen Familie“ zum Ziel haben sollte.
Nach der Gründung der Fraktion forderte der Sprecher der sozialdemokratischen Fraktion im Europäischen Parlament, Martin Schulz (SPD), die anderen Fraktionen auf, die Mitglieder der Identität, Tradition, Souveränität von herausragenden Posten wie der Vorsitzenden und der Stellvertreter von Parlamentsausschüssen oder Delegationen fernzuhalten. Die liberale, die linke und die grüne Fraktion unterstützten diesen Vorschlag. Des Weiteren regten die Sozialdemokraten an, die Fraktionsbildung in der kommenden Legislaturperiode zu erschweren. Mitglieder der EVP hatten bereits im Vorfeld angekündigt, das neue Bündnis juristisch anfechten zu wollen. Konservative und sozialdemokratische Abgeordnete versuchten in der Folge, die ITS mit dem Argument der fehlenden politischen Gemeinsamkeiten anzufechten. Das Vorhaben scheiterte am Widerstand des neu gewählten Parlamentspräsidenten Hans-Gert Pöttering. Eine gespannte Beziehung herrschte zwischen der FPÖ und der Alternativa Sociale in der Frage des Status von Südtirol. Während die FPÖ auf die Schutzmachtfunktion der Republik Österreich und die Selbstständigkeit pochte, lehnte die Alternativa Sociale die Autonomie Südtirols ab.
Das Ende der Fraktion kam schließlich infolge von Streitigkeiten über rumänische Zuwanderer in Italien. Anfang November 2007 kündigten fünf Abgeordnete der rumänischen Partidul România Mare („Groß-Rumänien-Partei“) an „als Zeichen des Protests gegen die fremdenfeindliche Haltung und Anschuldigungen gegen das rumänische Volk der Abgeordneten Alessandra Mussolini“ aus dem Bündnis auszutreten.
Die Fraktion am 14. November offiziell aufgelöst, weil sie nur noch weniger als 20 Mitglieder hatte.
| Zeitraum  | Fraktion                                        | Wichtigste Parteien |
| --------- | ----------------------------------------------- | ------------------- |
| 1984–1989 | Fraktion der Europäischen Rechten               | FN, MSI             |
| 1989–1994 | Technische Fraktion der Europäischen Rechten    | FN, REP             |
| 2007      | Identität, Tradition, Souveränität              | FN, PRM             |
| 2009–2014 | Europa der Freiheit und der Demokratie          | UKIP, Lega Nord     |
| 2014–2019 | Europa der Freiheit und der direkten Demokratie | UKIP, M5S           |
| 2015–2019 | Europa der Nationen und der Freiheit            | FN/RN               |
| 2019–2024 | Fraktion Identität und Demokratie               | Lega, RN, AfD       |
| seit 2024 | Patrioten für Europa                            | RN, Fidesz          |
| seit 2024 | Europa der Souveränen Nationen                  | AfD                 |

## Organisation
Die Fraktion wurde von Bruno Gollnisch angeführt, dessen Front National die stärkste Partei der Fraktion war. Seine Stellvertreter waren der Belgier Philip Claeys, der Rumäne Eugen Mihăescu und der Brite Ashley Mote. Mitglieder des Vorstandes waren zudem der Österreicher Andreas Mölzer, die Italiener Luca Romagnoli und Alessandra Mussolini sowie der Bulgare Dimitar Stojanow. Schatzmeister war der Rumäne Petre Popeangă.

## Mitglieder
| Land                   | Partei                           | Abgeordnete | Abgeordnete |
| Land                   | Partei                           | Anzahl      | Mitglieder |
| ---------------------- | -------------------------------- | ----------- | --- |
| Belgien                | Vlaams Belang                    | 3           | Philip Claeys, Koenraad Dillen, Frank Vanhecke |
| Bulgarien              | Koalizija Ataka                  | 3           | Dimitar Stojanow, Slawtscho Binew (ab 6. Juni 2007), Dessislaw Tschukolow (ab 6. Juni 2007)                                                                        |
| Frankreich             | Front National                   | 7           | Bruno Gollnisch, Marine Le Pen, Carl Lang, Fernand Le Rachinel, Jean-Marie Le Pen, Lydia Schenardi, Jean-Claude Martinez                                           |
| Italien                | Alternativa Sociale              | 1           | Alessandra Mussolini |
| Italien                | Fiamma Tricolore                 | 1           | Luca Romagnoli |
| Österreich             | Freiheitliche Partei Österreichs | 1           | Andreas Mölzer |
| Rumänien               | Partidul România Mare            | 5           | Daniela Buruiană Aprodu, Eugen Mihăescu (bis 11. November 2007), Viorica Moisuc (bis 12. November 2007), Petre Popeangă (bis 11. November 2007), Cristian Stănescu |
| Rumänien               | unabhängig (gewählt für PNL)     | 1           | Dumitru Gheorghe Mircea Coșea (ab 12. März 2007) |
| Vereinigtes Königreich | unabhängig (gewählt für UKIP)    | 1           | Ashley Mote |